# Rangers' Club
Le Rangers' Club est un édifice américain situé dans le comté de Mariposa, en Californie, au sein de la vallée de Yosemite et donc du parc national de Yosemite. Construit en 1920, il est inscrit au Registre national des lieux historiques et classé National Historic Landmark depuis le 28 mai 1987. C'est une propriété contributrice au district historique de Yosemite Village depuis la création de ce district historique le 30 mars 1978. Il contribue également au district dit « Yosemite Valley » depuis sa création le 14 décembre 2006.